# Transversal Sur
La Transversal Sur (E50) es una carretera de Ecuador que atraviesa las Provincias de El Oro, Loja, y Zamora Chinchipe.

## Descripción
La Transversal Sur (E50) se inicia en la Provincia de El Oro cerca del puente fronterizo Huaquillas/Aguas Verdes en la frontera Ecuatoriano-Peruana. El primer tramo de esta transversal es compartido con la Troncal de la Costa (E25). Dicho tramo, toma la denominación E25/E50. Aproximadamente a medio camino entre las localidades de Arenillas y Santa Rosa, la Transversal Sur (E50) se desprende de la Troncal de la Costa (E25) y se dirige en dirección suroriental hacia la frontera interprovincial con Loja. El recorrido por la Provincia de El Oro se caracteriza por tener un terreno generalmente plano.
Una vez en la Provincia de Loja, la Transversal Sur (E50) asciende la Cordillera Amboca (ramal de la Cordillera Occidental de los Andes) hasta conectar con la Troncal de la Sierra (E35) a aproximadamente 25 kilómetros al occidente de la ciudad de Catamayo. Desde esta unión hasta la ciudad de Loja, la carretera es compartida con la Troncal de la Sierra (E35). Este tramo, por consiguiente, toma la denominación E35/E50.
Desde la ciudad de Loja, la Transversal Sur (E50) continua su recorrido hacia el oriente independiente de la Troncal de la Sierra (E35). La carretera cruza la Cordillera Oriental de los Andes y finalmente termina en la ciudad de Zamora (Provincia de Zamora Chinchipe) en el valle del río del mismo nombre. En Zamora, la Transversal Sur (E50) conecta con el término sur de la Troncal Amazónica (E45).

## Localidades destacables
De oeste a este:
- Huaquillas, El Oro
- Arenillas, El Oro
- Balsas, El Oro
- Chaguarpamba, Loja
- Olmedo, Loja
- Catamayo, Loja
- Loja, Loja
- Zamora, Zamora Chinchipe